# Chamaeleo
Chamaeleo és un gènere de sauròpsids (rèptils) escatosos de la família dels camaleònids distribuït pel sud d'Europa, Àfrica i Àsia (des de l'Orient Mitjà fins al subcontinent Indi).

## Taxonomia
El gènere Chamaeleo inclou 14 espècies:
- Chamaeleo africanus Laurenti, 1768
- Chamaeleo anchietae Bocage, 1872
- Chamaeleo arabicus (Matschie, 1893)
- Chamaeleo calcaricarens Böhme, 1985
- Chamaeleo calyptratus Duméril & Duméril, 1851
- Chamaeleo chamaeleon (Linnaeus, 1758)
- Chamaeleo dilepis Leach, 1819
- Chamaeleo gracilis Hallowell, 1844
- Chamaeleo laevigatus (Gray, 1863)
- Chamaeleo monachus (Gray, 1865)
- Chamaeleo namaquensis Smith, 1831
- Chamaeleo necasi Ullenbruch, Krause & Böhme, 2007
- Chamaeleo senegalensis Daudin, 1802
- Chamaeleo zeylanicus Laurenti, 1768